# Libyque
Pour les articles homonymes, voir Libyque (homonymie).
 (décembre 2020).
Si vous disposez d'ouvrages ou d'articles de référence ou si vous connaissez des sites web de qualité traitant du thème abordé ici, merci de compléter l'article en donnant les références utiles à sa vérifiabilité et en les liant à la section « Notes et références ».
Le libyque ou berbère ancien — ou encore libyco-berbère — est une langue autochtone ou un ensemble de langues autochtones d'Afrique du Nord-Ouest, autrefois parlée(s) par les populations libyennes en Libye antique et desquelles descendent le berbère (tamazight) moderne. 
Il est considéré comme « l'état ancien de la langue berbère ».
Attesté dès le XIIe siècle av. J.-C., cette forme du berbère est surtout attestée dans les inscriptions en écriture libyco-berbère (la forme antique de l'alphabet Tifinagh).
Les mots libyques liés à l'élevage et à l'agriculture, suggèrent un développement de ce langage dès le Néolithique.

## Langue
Le libyque est aussi appelé paléo-berbère, berbère ancien, libyque ancien, proto-berbère et libyco-berbère. Certains berbéristes parlent de tamazight ancien.
C'est surtout à travers les stèles, inscriptions ou peintures rupestres que nous est connue la langue libyque, indéniablement une forme plus ancienne du berbère. Elle présente des cohérences lexicales, grammaticales avec le berbère d'aujourd'hui. En outre, l'évolution de la langue berbère à travers les âges sembler limitée
Les inscriptions anciennes montrent des similarités à la fois linguistiques et culturelles avec l'époque actuelle: ainsi les Berbères anciens se définissaient comme X fils de Y (X w Y) comme on aura su retranscrire plus correctement les noms de personnalités berbères anciennes, comme Massinissa, dont le nom réel s'avéra être MSNSN, à rapprocher du berbère moderne "Mas-nsen" signifiant "Leur seigneur" ou encore Micipsa dont le nom réel s'avéra être MKWSN, probablement prononcée Mikiwsen ou Mekusen.
Le vocabulaire semble également similaire dans plus d'une inscription, on notera par exemple les mots asghar désignant le bois, uzzal désignant le fer, agellid désignant le roi, ou encore des mots disparus en berbère moderne comme inababen désignant les travailleurs,,.
Cette persistance s'explique sans doute par le fait que les Romains ont eu du mal à comprendre et à parler le libyque. Pline l'Ancien évoque des « noms imprononçables par d'autres bouches que celles des indigènes ».
Pour cette période tardive, on parle de néo-libyque afin de marquer l'évolution de la langue, notamment sous l'influence punique[réf. nécessaire].

### Parentés
Le libyque fait partie de la famille des langues chamito-sémitiques.
Le professeur Salem Chaker, dans une publication de 2012, le rattache à la culture du Natoufien à l'origine des langues chamito-sémitiques (afro-asiatiques).
Certains[Qui ?] ont émis un rapprochement voire une parenté commune entre la langue libyque et la langue basque (euskara).

### Influences
Certains mots libyques seraient passés dans le grec ancien, par exemple le nom de la tenue traditionnelle hellénique appelée péplos et de l'habillement des statues d'Athéna ; Hérodote (Melpomène, livre 4, 189) dit :

« Les Grecs ont emprunté des Libyennes l'habillement et l'égide des statues d'Athéna, excepté que l'habit des Libyennes est de peau, et que les franges de leurs égides ne sont pas des serpents, mais des bandes minces de cuir : le reste de l'habillement est le même. Le nom de ce vêtement prouve que l'habit des statues d'Athéna vient de Libye. Les femmes de ce pays portent en effet, par-dessus leurs habits, des peaux de chèvres sans poil, garnies de franges et teintes en rouge. Les Grecs ont pris leurs égides de ces vêtements de peaux de chèvres. »

## Écriture

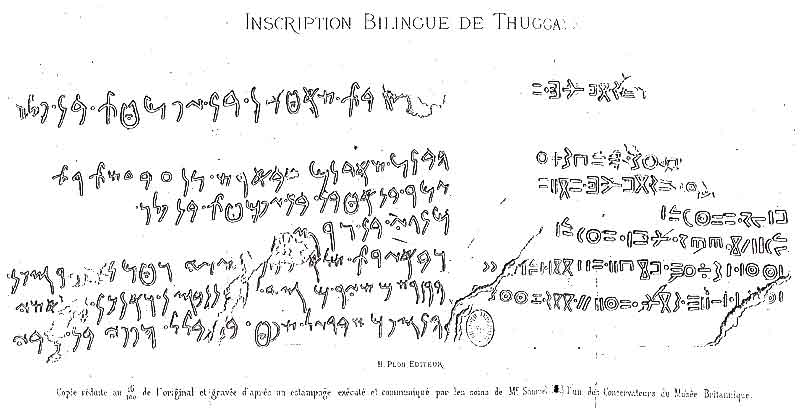
Inscription bilingue (punique à gauche et libyque à droite) de Thugga

Le libyque utilisait un alphabet consonantique, ancêtre du tifinagh actuel que les Touaregs ont conservé et dont une variante est officiellement utilisée en Algérie et au Maroc.
Les inscriptions libyques qui nous sont parvenues sont principalement funéraires et privées mais il existe quelques inscriptions publiques bilingues punico-libyques (comme à Thugga) et libyco-latines[réf. nécessaire].
On ne connaît aucune trace de littérature ; le libyque était essentiellement basé sur les traditions orales[réf. nécessaire].
Malgré les quelques traces bilingues et les filiations potentielles avec les langues actuelles, les spécialistes n'ont déchiffré cette langue que partiellement, à savoir la forme orientale, probablement influencée par le punique. La forme occidentale, qui comporte treize lettres supplémentaires, serait plus primitive et/ou moins inluencée par le sémitique.